# D.J. Cooper
Donell Cooper, detto D.J. (Chicago, 6 dicembre 1990), è un cestista statunitense.

## Carriera
Cestista statunitense, è nato il 6 dicembre 1990 a Chicago e qui ha trascorso la sua infanzia. Dopo essere entrato nell'università dell'Ohio si distingue per la sua bravura nel basket e batte molti record; inoltre, un analista della ESPN lo definisce come miglior assistman della nazione. Come giocatore all'Università dell'Ohio, Cooper entra nella lista  dei migliori 25 giocatori di tutti i tempi della Division I all'inizio della sua ultima stagione.
Dopo non essere stato scelto nel Draft NBA 2013, Cooper firma il suo primo contratto da professionista nell'agosto 2013, con il PAOK della Greek Basket League per la stagione 2013-14. Il 18 agosto 2014 firma con il Enisey Krasnoyarsk. Il 12 maggio 2015 passa al Panathinaikos per la stagione 2014-15. Il primo agosto 2015 firma un contratto con il Krasny Oktyabr. Il 21 novembre 2015 si trasferisce all’AEK Atene, in Grecia. Lascia l'AEK dopo aver giocato sette partite. Il 25 gennaio 2016 firma un contratto con l'AS Monaco Basket facendo il suo debutto in Francia.
Successivamente, Cooper passa al Béarnais Pau-Orthez. Qui è il migliore negli assist nella stagione 2016-17 Pro A, e dopo la stagione regolare è nominato miglior giocatore della competizione. L'8 luglio 2017, Cooper firma un contratto biennale con il BCM Gravelines per poi ritornare, tre mesi dopo, all'AS Monaco. Dopo una media di 6,9 punti e 7,2 assist a partita nella stagione 2017-18, Cooper annuncia di volere lasciare il Monaco.

## Controversie
Nel 2018, prima di una gara, Cooper ha sostituito le sue provette per le analisi con quelle di una sua amica. Dopo averlo sottoposto a un esame è risultato “incinto” a causa del ritrovamento del HCG (un ormone prodotto dalla placenta)  e dunque il suo tentativo di barare è venuto immediatamente a galla causandogli una squalifica di 24 mesi e una pesante multa da pagare.
Il fatto di non aver passato il test antidoping e, anzi, di aver tentato di imbrogliare la FIBA, è costato caro al giocatore anche sotto altri punti di vista. Infatti avrebbe dovuto ottenere in quei giorni la cittadinanza bosniaca. Ora la cittadinanza non gli verrà concessa e non potrà nemmeno giocare in Italia: una delle offerte più allettanti per l'ex Panathinaikos, infatti, era quella di Gerasimenko, suo allenatore ai tempi di Krasny e che lo avrebbe voluto portare a Cantù.

## Palmarès

### Squadra
- Leaders Cup: 2

Monaco: 2016, 2018

### Individuale
- LNB Pro A MVP: 1

Pau-Lacq-Orthez: 2016-17
- MVP Leaders Cup: 1

Monaco: 2018